# Colonche

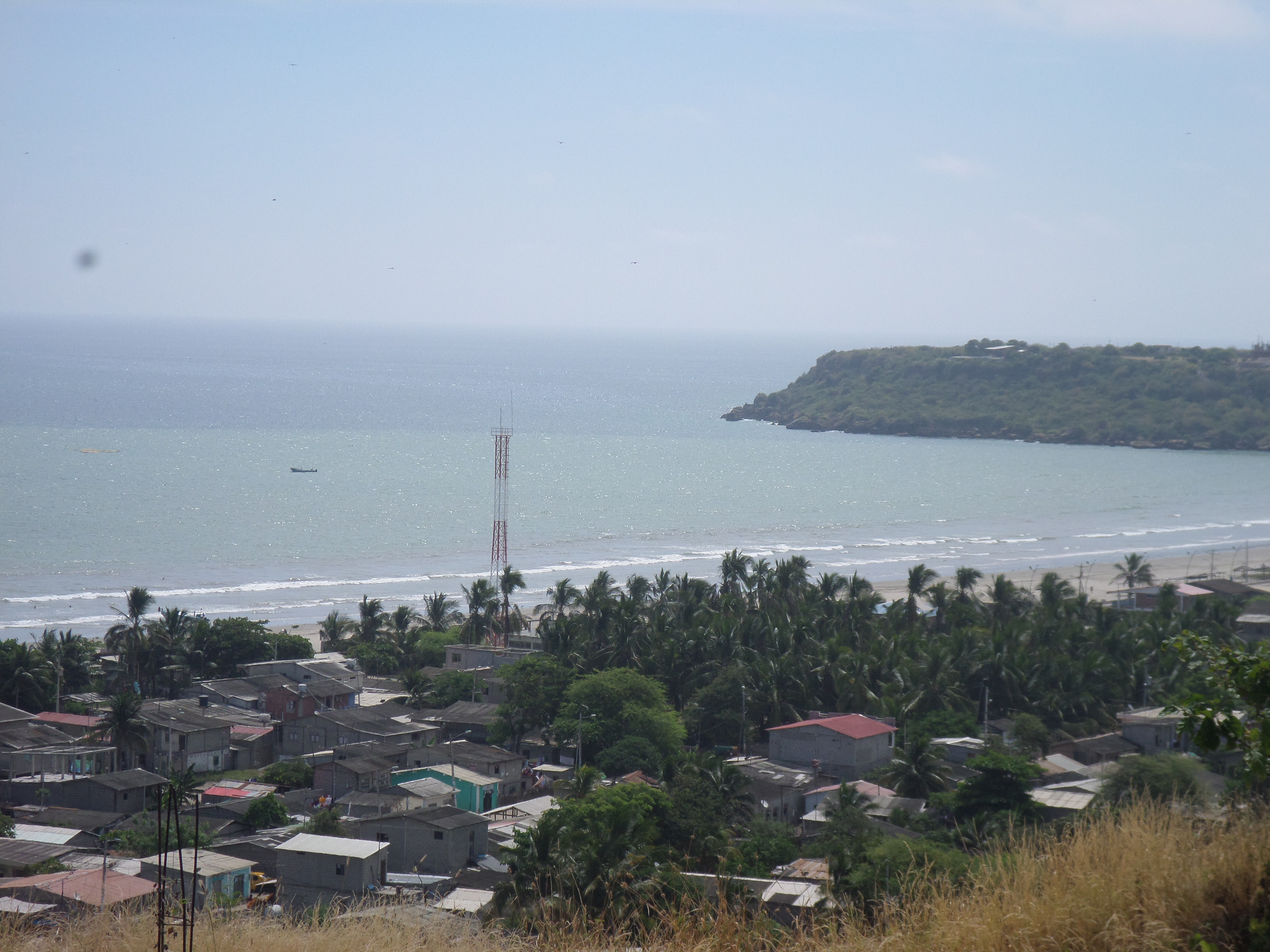
Blick über Palmar

Colonche ist eine Ortschaft und eine Parroquia rural („ländliches Kirchspiel“) im Kanton Santa Elena der ecuadorianischen Provinz Santa Elena. Die Parroquia besitzt eine Fläche von 1149 km². Die Einwohnerzahl lag im Jahr 2010 bei 31.322.

## Lage
Die Parroquia Colonche liegt nordzentral in der Provinz Santa Elena. Der Verwaltungssitz Colonche befindet sich 30 km nordöstlich der Provinzhauptstadt Santa Elena. Im Westen reicht das Gebiet bis zur Pazifikküste, im Nordosten bis zum Höhenzug Cordillera Chongón Colonche. Zur Parroquia gehören die Küstenorte Ayangue, Palmar, Jambelí, Monteverde und Pungay.
Die Parroquia Colonche grenzt im Norden an die Parroquia Manglaralto, im Nordosten an die Provinz Manabí mit den Parroquias Pedro Pablo Gómez (Kanton Jipijapa) und Cascol (Kanton Paján) und an die Provinz Guayas mit den Parroquias Pedro Carbo und Sabanilla (beide im Kanton Pedro Carbo), im Südosten an die Parroquia Simón Bolívar sowie im Südwesten an die Stadt Santa Elena.